# South by Southwest
South by Southwest, viết tắt là SXSW là sự kiện thường niên cho phim điện ảnh, phương tiện truyền thông tương tác, hội thảo và các lễ hội âm nhạc diễn ra vào giữa tháng 3 tại Austin, Texas, Hoa Kỳ. Sự kiện bắt đầu từ năm 1987 và đã tiếp tục phát triển cả về phạm vi lẫn quy mô hàng năm. Năm 2017, sự kiện kéo dài 10 ngày với phần tương tác kéo dài năm ngày, phần âm nhạc kéo dài bảy ngày và phần phim điện ảnh kéo dài chín ngày.
SXSW được điều hành bởi công ty TNHH SXSW, chuyên tổ chức các hội thảo, triển lãm thương mại, lễ hội và các sự kiện khác. Ngoài ba lễ hội South by Southwest chính, công ty còn điều hành các hội thảo khác: SXSW EDU, một hội thảo về đổi mới giáo dục tổ chức tại Austin, và me Convention, tổ chức tại Frankfurt, Đức và ở Stockholm, Thụy Điển, phối hợp với Mercedes-Benz. Các hội thảo trước đây do SXSW điều hành bao gồm SXSW Eco, một hội thảo tập trung vào các vấn đề xã hội và môi trường thông qua lăng kính công nghệ, sáng tạo và thiết kế được tổ chức tại Austin từ năm 2011 đến năm 2016; và SXSW V2V, một hội thảo tập trung vào các công ty khởi nghiệp đổi mới sáng tạo, chạy từ năm 2013 đến 2015 tại Las Vegas. Trước đây, SXSW đã sản xuất các lễ hội âm nhạc North by Northwest (NXNW) tại Portland, Oregon, North by Northeast (NXNE) tại Toronto và West by Southwest (WXSW) tại Tucson, Arizona.
Các sự kiện SXSW không được tổ chức vào năm 2020 hay 2021 do những ảnh hưởng của đại dịch COVID-19; thay vào đó cả hai năm đều có sự kiện trực tuyến quy mô nhỏ hơn được tổ chức. Vào tháng 4 năm 2021, Penske Media Corporation đã mua 50% cổ phần của SXSW.